# Julia Stephanie Schmitt
Julia Stephanie Schmitt (* 13. April 1993 in Würzburg, Bayern) ist eine deutsche Schauspielerin.

## Leben
Nach ihrem Abitur nahm sie in der Türkei an einen Europäischen Freiwilligendienst teil. Von Mai 2012 bis Oktober 2015 besuchte sie die Theaterakademie Mannheim, wo sie ihre staatlich anerkannte Bühnenreife erhielt.
Sie ist Mitglied im Rotznasentheater, einem rheinland-pfälzer Tourneetheater. Zunächst als Schauspielerin engagiert, ist sie dort inzwischen in der Funktion als Leiterin, Autorin, Regisseurin und Schauspielerin tätig.
Daneben ist Julia Stephanie Schmitt in unterschiedlichen Stücken an Theatern zu sehen. Sie im Rahmen des Landesprogrammes „Jedem Kind seine Kunst“ Rheinland-Pfalz Theaterworkshops für Kinder und Jugendliche. Sie ist Mitglied im Landesverband professioneller freier Theater Rheinland-Pfalz.

## Theater (Auswahl)
- 2020	Jedermann: Junges Fräulein, Regie: Dietmar Blume,	Theater im Viertel Saarbrücken, TheaterScheune Neugersdorf
- 2019	Kampf der Frauen: Claude, R.: Dietmar Blume,	Theatre skurril, Theater im Viertel, Saarbrücken
- 2019	Heimat? Straße!: Obdachlose	Boris Ben Siegel, Julia Stephanie Schmitt	Kultursommer Ludwigshafen, Theater Oliv, Ludwigshafen/Mannheim
- 2019	Der Einling:	Esel-Eule	Martin Hanns,	Kinderfestspiele Giebelstadt, Giebelstadt
- 2019	Zogg und die Retter der Lüfte: Löwe, Ärztin, R.:	Martin Hanns	Theater Sommerhaus, Würzburg
- 2019	Die fixe Idee der Nixifee:	Fröschin, R.:	Julia Stephanie Schmitt,	Rotznasentheater, laprofth
- 2018	Cowboy Klaus und die harten Hühner: Anführer-Huhn, R.:	Martin Hanns,	Kinderfestspiele Giebelstadt, Giebelstadt
- 2018	Die Prinzessin auf dem Müll:	Prinzessin, R.:	Jürgen Bräutigam,	Rotznasentheater, laprofth
- 2017	Der Stramme Max:	Erdmännchen, R.:	Jürgen Bräutigam, Julia Stephanie Schmitt,	Rotznasentheater, laprofth
- 2017	Als der Weihnachtsmann vom Himmel fiel:	Charlotte,R.:	Christine Richter,	Theater auf Tour, Darmstadt
- 2016	Die Schutzflehenden:	Geflüchtete, R.:	Volker Lösch,	Nationaltheater Mannheim, Mannheim
- 2015	I Amphitryon:	Alkmene, R.:	Holger Metzner,	Abschlussproduktion, Theater Felina-Areal, Mannheim
- 2015	Im Zwielicht Wandeln:	Sophie Mereau, R.:	Hubert Habig, Christina Liakopoyloy,	[Ak.T]theater, Heidelberg
- 2014	Kontrollverlust:	Diverse in Tanz und Szene, R.:	Mario Heinemann Jaillet,	Theaterfestival 97 Meter, zeitraumexit, Mannheim
- 2012	Alice im Wunderland:	Grinsekatze, Märzhase, R.:	Silvana Kraka,	Theaterakademie Mannheim, Mannheim

## Filmografie
- 2020 Fortbildung „Für den Film“ bei Tobby Holzinger, Jens Roth, Olav F. Wehling, Berlin
- 2020	„Lass los“ und „Alltagskleinkrieg“, Bootcamp Berlin bei Hendrik Martz
- 2016	Plötzlich Zombie (Kurzfilm), R.:	Holger Metzner
- 2015	Fatum (Kurzfilm), R.: Yavuz Yorulmaz
- 2013	Mach’s einfach (Kurzfilm), R.: Ammar Mahdavi